# Manuscrit Old Hall
Le manuscrit Old Hall (British Library, Additional MS 57950) est le principal recueil de musique sacrée anglaise de la fin du XIVe siècle et du début du XVe siècle conservé aujourd'hui. Propriété du St. Edmund's College (en), il a été vendu aux enchères à Sotheby's en 1973 et acquis par la British Library. Il contient 148 pièces, dont la plupart font partie de l'ordinaire de la messe, et sont regroupées par sections (successivement, les Gloria, les Credo, etc. ; à noter que le recueil ne comporte aucun Kyrie). Entre ces sections se trouvent des motets et des pièces proches du conduit (pour la plupart, des anciennes mariales). Plusieurs styles et techniques musicales sont présents dans le recueil, notamment le déchant, l'isorythmie, le canon.
Les pièces ont été recueillies au début du XVe siècle, probablement sur une période d'environ vingt ans. Plusieurs copistes y ont contribué, parmi lesquels, peut-être, certains compositeurs. Des travaux récents laissent penser que la réalisation du manuscrit s'est achevée avec la mort de Thomas de Lancastre, en 1421. Cela permettrait d'expliquer la présence d'un motet nuptial de Byttering, probablement composé pour le mariage d'Henri V et de Catherine de Valois le 2 juin 1420, ainsi que celle d'un ensemble de motets de plusieurs compositeurs, dont les titres ressemblent fortement à ceux des pièces qui ont été jouées à l'occasion de la célébration de la victoire d'Azincourt (1415).
Le manuscrit comporte des pièces composées par Leonel Power, Pycard, William Typp, Thomas Byttering, Oliver, Chirbury, Excetre, John Cooke, Roy Henry (Henri V ou Henri IV), Queldryk, John Tyes, Aleyn, Fonteyns, Gervays, Lambe, Nicholas Sturgeon, Thomas Damett, d'autres compositeurs anglais, et quelques compositeurs étrangers dont Antonio Zacara da Teramo et Mayshuet.